# لورانس ويليام كرامر
لورانس ويليام كرامر هو أستاذ جامعي وسياسي أمريكي، ولد في 26 ديسمبر 1897 في نيو أورلينز في الولايات المتحدة، وتوفي في 18 أكتوبر 1978 في تشابل هيل في الولايات المتحدة. انتخب حاكم جزر العذراء الأمريكية ‏ (1935 – 1940).